# Abou-Thawr
Abou-Thawr est un érudit irakien, né en 786 (170 en année de l'Hégire) dans un lieu inconnu et mort en juillet 854 (safar 240 AH) à Bagdad.
Juriste à Bagdad et compagnon de l'imam Chaféi, Abou-Thawr est transmetteur de plusieurs hadiths sur ce dernier. Hafiz et transmetteur de hadiths reconnu, il est considéré comme l'un des érudits religieux les plus importants de son temps.

## Identité
Son ism (prénom) est Ibrahim et son konya (surnom) Abou-Abd-Allah, mais c'est celui d’Abou-Thawr qui est passé à la postérité. Son nasab (filiation) est Ibrahim ibn Khalid ibn Abou-el-Yemân. Ses nisbas (origine) el-Kalbi indique qu'il vient de la tribu des Banou-Kalb et el-Bagdadi qu'il a vécu à Bagdad, d'où il est peut-être originaire.

## Biographie
La vie d'Abou-Thawr est mal connue, bien qu'il fût un important jurisconsulte selon Ibn Hanbal. Abou-Thawr est né dans un lieu inconnu, et selon la plupart des sources, il est mort à Bagdad à soixante-dix ans en juillet 854, le faisant naître en 786 ; l'historien Ibn Khallikân le fait mourir en 860,.
Résidant à Bagdad à Irak, Abou-Thawr est élève de l'imam Chaféi, dont les enseignements l'influencèrent et il adhéra à son école,. Il connaissait entièrement le Coran, et développa des opinions originales qui lui valent d'être reconnu comme un traditionniste (mouhaddith) important — il reçut le surnom de Thika el-mamoun (« narrateur de confiance »). Ses nombreuses divergences avec l'école chaféite ne le firent pas reconnaître comme branche (woudjouh) de cette doctrine, chose qu'il ne cherchait pas de toutes manières,. 
Le mouvement fondé par Abou-Thawr fut éphémère, il s'est perpétué au Xe siècle en Arménie et en Azerbaïdjan. Abou-Thawr a écrit beaucoup d’œuvres mais aucune n'a survécu,. Ses opinions juridiques furent plusieurs fois citées par plusieurs érudits comme Tabari (Ikhtilaf el-fuqaha),.

## Opinions

### Source du droit islamique et du dogme musulman
Abou-Thawr a chercher à concilier les hedjaziens partisans du hadith, et les Irakiens partisans de la raison, qui se disputaient en son temps sur ce qui devait prévaloir pour la formation du droit et du dogme en l'islam. Si l'opinion chaféite (pro-hadith) l'emportera finalement sur lui, Abou-Thawr enseignera de ne pas négliger le raï,.

### Imamat des femmes
Abou-Thawar figure parmi les juristes qui considèrent qu'une femme peut être imame, qu'elle peut diriger une prière mixte (hommes et femmes) et que la prière d'un homme est valide lorsqu'elle est faite derrière une femme,.